# Horváth Zoltán (labdarúgó, 1989)
Horváth Zoltán (Kisvárda, 1989. július 30. –) magyar labdarúgó, a Tiszakécskei LC játékosa.

## Pályafutása

### Klubcsapatokban

#### Diósgyőr
2021 nyáron igazolt a DVTK-hoz. 2021. november 28-án a labdarúgó NB II 18. fordulójában az Ajka elleni mérkőzésen mesteri mozdulattal – sarokkal – juttatta hálóba a labdát. A 2021–22-es idényben 32 mérkőzésen 11 gólt szerzett, emellett a Magyar Kupában két meccsen kétszer volt eredményes.